# Правила публікації архівних документів
Правила публікації архівних документів, археографічні правила — унормований звід науково обґрунтованих вимог щодо передачі тексту і змісту архівних документів, їх датування та коментування, а також видавничого оформлення. Вони містять класифікацію видів і типів археографічних видань (наукові, популярні, корпусні, серійні, моновидання, повнотекстові або регестні), нормативні вимоги до адекватного відтворення тексту документа, його змісту, особливостей створення, датування, коментування, складання заголовка, довідкового апарату, археографічних легенд; окреслюють специфіку публікації різних видів документів тощо. Сучасні норми публікації є результатом тривалої співпраці архівістів, істориків, археографів та видавців, вони почали формулюватися ще в 15—16 ст. із поширенням книгодрукування. Започаткували систематичне збирання, перевірку й видання писемних джерел історичних західноєвропейські гуманісти. Першими основні принципи датування і критичного аналізу історичних рукописів сформулювали в 17 ст. у Франції ченці-мавристи (члени вченої конгрегації св. Марка), які приділяли основну увагу мовознавчому та палеографічному дослідженню пам'яток патристики, критичному звірянню різних текстів і редакцій у хронологічній послідовності, створенню системи довідково-пошукового апарату та коментарів. Питання унормування публікації архівних документів у збірниках постало наприкінці 18 — у 19 ст., коли друком виходили великі колекції пам'яток: 28-томна публікація документів середньовічної італійської історії «Rerum Italicarum scriptores», 120-томна публікація «Monumenta Gегmanіе Hіstогіса», 251-томний збірник «Rerum Вгіttanicarum mediaevi sсгірtогеs» та ін.

## В Україні
В Україні нормування передачі тексту історичних пам'яток, у першу чергу документів судово-адміністративних установ України 16—18 ст., перебувало в центрі уваги Тимчасової комісії для розбору давніх актів при київському, подільському і волинському генерал-губернаторові (Київської археографічної комісії), створеної 1843. За методикою, опрацьованою її членами В.Антоновичем, М.Владимирським-Будановим, М.Іванишевим, І.Каманіним, О.Левицьким, були підготовлені «Памятники, изданные Временной комиссией для разбора древних актов» у 4-х томах (1845—59) та «Архив Юго-Западной России» (35 томів, 1859—1914). За археографічними нормами, які не завжди збігалися з настановами Київської археографічної комісії, Археографічна комісія НТШ у Львові, створена 1896 М.Грушевським, видала 11 томів «Жерел до історії України-Руси» і 8 томів «Пам'яток українсько-руської мови та літератури». Історія підготовки до друку архівних документів засвідчила змагання діаметрально протилежних тенденцій: з одного боку, намагання сформулювати засади відбору й підготовки документів до друку, передача сучасними поліграфічними засобами; з другого — практика довела, що нікому не вдалося розробити норми та засади, які давали б вичерпні рекомендації щодо здійснення відбору й відтворення друком історичних джерел усіх типів.

## Нормування використання архівних документів у публікаціях
20 ст. поставило на порядок денний питання нормування використання архівних документів у публікаціях. З'явилися російські «Правила издания документов» В.Дружиніна, С.Платонова, О.Шахматова (1919), «Правила публикации „Грамот Коллегии экономии“» О.Лаппо-Данилевського (підготовлені 1901; оприлюднені 1922); методичні принципи передачі тексту друком для пам'яток 16—18 ст., сформульовані Археографічною комісією ВУАН 1926 у передмові до «Сказанія о войне козацкой з поляками»; «Основні настанови до методології і практики наукової публікації документів для потреб науково-історичного дослідження» (1931, Археографічна комісія Центрального архівного управління УСРР); «Правила издания документов XVI—XVIII вв.» (1936, Історико-архівний інститут АН СРСР); загальносоюзні «Основные правила публикации документов» (1945), «Правила издания исторических документов» (1955—56), «Правила издания документов советского периода» (1960), «Правила издания исторических документов в СССР» (редакції 1969, 1989, 1990), підготовлені Головархівом СРСР, Всерос. НДІ документознавства та архів. справи, Ін-том історії АН СРСР, Археогр. комісією АН СРСР, Моск. держ. історико-архів. ін-том, Ін-том марксизму-ленінізму при ЦК КПРС та Держкомдруком СРСР. Поруч з урегулюванням значного кола практичних питань підготовки до друку та видання архів. документів ці правила закріпили практику публікації документів 19—20 ст. виключно науково-популярним способом, із великою долею редакторських втручань; не регламентували питання передачі текстів іншомовних документів.

## Необхідність у розробці і затвердженні сучасних українських правил
Засади публікації пам'яток, писаних українською мовою, відобразилися у «Правилах видання пам'яток української мови XVI—XVIII ст.» (1961, Інститут мовознавства ім. О.Потебні АН УРСР), що використовувалися під час підготовки до друку «Пам'яток української мови»; рекомендаціях У.Єдлинської та В.Страшка з передачі текстів документів 16—18 ст., писаних українською та ін. мовами; проекті члена-кореспондента НАН України В.Німчука «Правила видання пам'яток, писаних українською мовою та церковнослов'янською української редакції» (1995). Існують спеціальні «Міжнародні правила видання середньовічних латинських документів», затверджені Міжнародною комісією з дипломатики. Наявні сучасні методичні розробки щодо публікації окремих видів історичних документів (фотодокументів, епістолярію).
Сучасна археографічна практика в Україні використовує радянські правила видання 1990, вітчизняні методичні розробки, але переважно є еклектичною, відображає власні погляди і вподобання видавців. Тому існує нагальна необхідність у розробці і затвердженні сучасних українських правил використання історичних джерел у публікаціях.